# Boss PS-5 Super Shifter
Boss PS-5 Super Shifter är en effektpedal för gitarr, tillverkad av Roland Corporation under varumärket Boss mellan 1999 och 2010. Effektpedalen tillverkades i Taiwan.

## Historia
Boss PS-5 Super Shifter är den tredje pedalen i serien Pitch Shifter från Boss, och en vidareutveckling av Boss PS-3 Digital Pitch Shifter/Delay och Boss HR-2 Harmonist. Boss PS-5 Super Shifter kombinerar en pitch shifter med en harmonizer i samma pedal.